# Bartherans
Bartherans ist eine französische Gemeinde mit etwa 60 Einwohnern (Stand: 1. Januar 2022) im Département Doubs in der Region Bourgogne-Franche-Comté.

## Geographie
Bartherans liegt auf 455 m, etwa 23 Kilometer südsüdwestlich der Stadt Besançon (Luftlinie). Das Bauerndorf erstreckt sich im Jura, auf einem Plateau zwischen dem Tal des Lison im Osten und dem Bois du Fay im Westen.
Die Fläche des 5,81 km² großen Gemeindegebiets umfasst einen Abschnitt des französischen Juras. Der zentrale Teil des Gebietes wird vom Plateau von Bartherans eingenommen, das auf durchschnittlich 450 m liegt und überwiegend von Wiesland bestanden ist. Die östliche Grenze verläuft entlang der Oberkante des Hanges, der zum Tal des Lison überleitet. Nach Westen erstreckt sich das Gemeindeareal auf den Höhenzug von Bois de la Chau und Bois du Fay, der in Nord-Süd-Richtung orientiert ist. Hier wird mit 570 m die höchste Erhebung von Bartherans erreicht.
Nachbargemeinden von Bartherans sind Le Val mit Montfort im Norden, Échay und Myon im Osten, Ivrey und By im Süden sowie Ronchaux im Westen.

## Geschichte
Im Mittelalter gehörte Bartherans zur Herrschaft Montfort; im 17. Jahrhundert kam es zu den Mouret von Châtillon. Zusammen mit der Franche-Comté gelangte das Dorf mit dem Frieden von Nimwegen 1678 an Frankreich.

## Sehenswürdigkeiten
Die Dorfkirche von Bartherans wurde im 19. Jahrhundert erbaut. Von 1660 stammt das „Château“, das den Mouret gehörte.

## Bevölkerung
| Jahr                       | 1962 | 1968 | 1975 | 1982 | 1990 | 1999 | 2016 |
| Einwohner                  | 68   | 61   | 41   | 50   | 46   | 52   | 52   |
| Quellen: Cassini und INSEE |      |      |      |      |      |      |      |

Mit 60 Einwohnern (Stand 1. Januar 2022) gehört Bartherans zu den kleinsten Gemeinden des Département Doubs. Nachdem die Einwohnerzahl in der ersten Hälfte des 20. Jahrhunderts markant abgenommen hatte (1881 wurden noch 141 Personen gezählt), wurden seit Beginn der 1970er Jahre nur noch geringe Schwankungen verzeichnet.

## Wirtschaft und Infrastruktur
Bartherans war bis weit ins 20. Jahrhundert hinein ein vorwiegend durch die Landwirtschaft (Ackerbau, Obstbau und Viehzucht) und die Forstwirtschaft geprägtes Dorf. Daneben gibt es heute einige Betriebe des lokalen Kleingewerbes. Viele Erwerbstätige sind auch Wegpendler, die in den größeren Ortschaften der Umgebung ihrer Arbeit nachgehen.
Die Ortschaft liegt abseits der größeren Durchgangsstraßen nahe einer Departementsstraße, die von Quingey nach Éternoz führt. Weitere Straßenverbindungen bestehen mit Échay und By.